# Prionolejeunea aemula
Prionolejeunea aemula là một loài Rêu trong họ Lejeuneaceae. Loài này được (Gottsche) A. Evans miêu tả khoa học đầu tiên năm 1904.